# Ilhas Virgens Espanholas
```
   |-
       |
Erro:
:  
valor não especificado para "
nome_comum
"

   |-
       | 
Erro:
:  
valor não especificado para "
continente
"
```

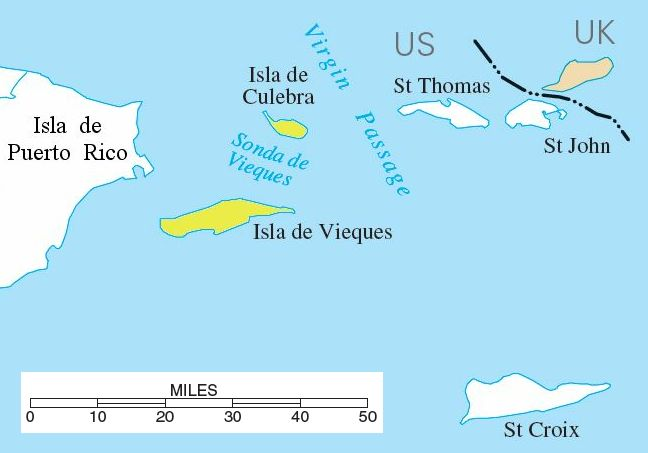
Localização das Ilhas Virgens Espanholas (em amarelo) entre Porto Rico (à esquerda) e São Thomás, nas Ilhas Virgens Americanas (à direita).

As Ilhas Virgens Espanholas, anteriormente chamadas de Ilhas da Passagem e também conhecidas como Ilhas Virgens Porto-riquenhas, são um grupo de ilhas localizadas diretamente ao leste da ilha de Porto Rico. Constituídas principalmente das ilhas de Culebra e Vieques, fazem parte do território de Porto Rico e não estão ligadas politicamente às Ilhas Virgens Americanas, localizadas ao leste. No entanto por serem ilhas porto-riquenhas não são geralmente reconhecidas como parte do arquipélago das Ilhas Virgens, embora em termos geográficos pertencem à mesma cadeia de ilhas. Na verdade, elas estão mais perto de São Thomás do que Santa Cruz, duas ilhas do território.

## Geografia

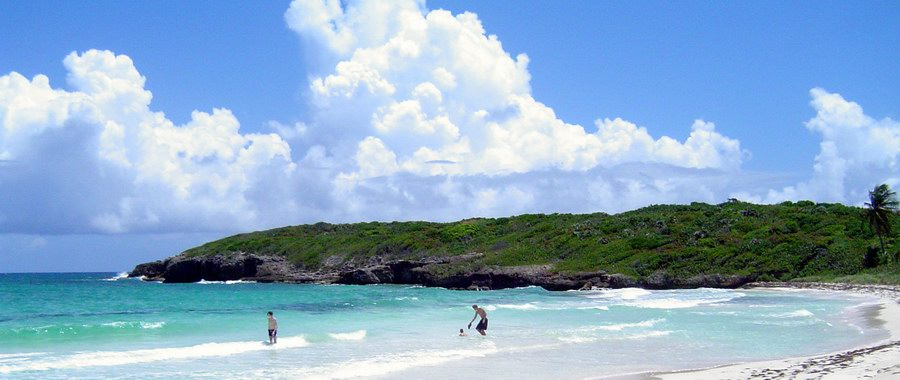
Ilha de Vieques, nas Ilhas Virgens Espanholas

O nome Ilhas Virgens Espanholas é comum na literatura de promoção turística, mas raramente aparece nos mapas e atlas gerais como parte do arquipélago das Ilhas Virgens.
Assim como Porto Rico, as ilhas pertenceram a Espanha até 1898. Em 19 de setembro 1898, Os Estados Unidos tomaram posse das ilhas após a assinatura do armistício que terminou com as operações militares na Guerra Hispano-Americana. As ilhas, juntamente com as ilhas de Porto Rico, Mona, Monito, Desecheo, e outras ilhas menores adjacentes à ilha de Porto Rico, foram formalmente cedidas pela Espanha aos Estados Unidos com a assinatura do Tratado de Paris em 10 de dezembro de 1898.
As principais ilhas do grupo são Culebra e Vieques, acompanhadas por numerosas ilhotas e recifes, muitos dos quais pertencem à Reserva Nacional Culebra. Por outro lado, uma grande parte de Vieques forma da Reserva National de Vieques.

## População
Vivem nas ilhas 11.119 residentes. Como resultado do longo período em que fez parte do Império Colonial Espanhol, o espanhol continua a ser a língua predominante das ilhas, apesar do inglês também ser falado como segunda língua.

## Política
As Ilhas Virgens Espanholas pertencem ao território insular estadunidense de Porto Rico e, portanto, são também parte dos Estados Unidos da América.

## Fauna e flora
A fauna das Ilhas Virgens Espanholas não é muito diversificada.